# Caliothrips floridensis
Caliothrips floridensis är en insektsart som beskrevs av Nakahara 1991. Caliothrips floridensis ingår i släktet Caliothrips och familjen smaltripsar. Inga underarter finns listade i Catalogue of Life.